# Graaddag

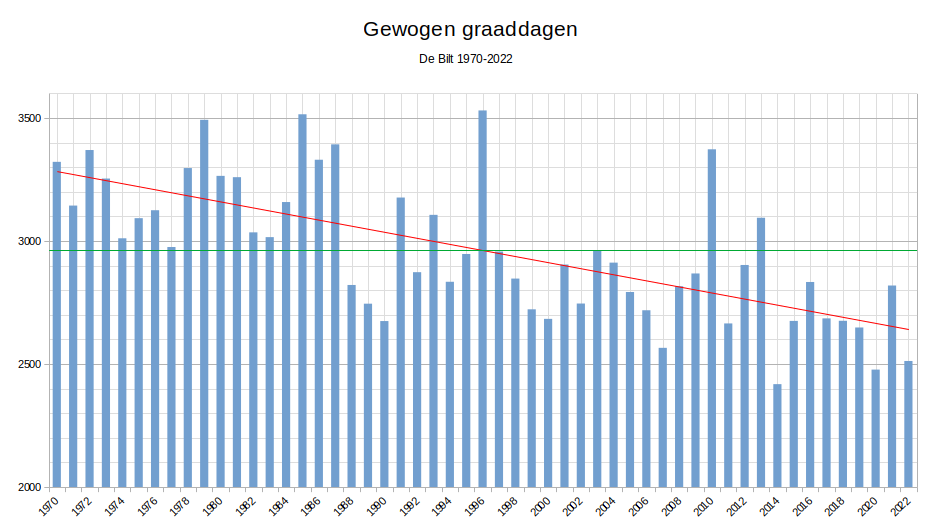
Gewogen graaddagen in de Bilt van 1970 t/m 2022
Rood trend, Groen gemiddelde

Een graaddag is een rekeneenheid om de (variërende) temperatuur op een eenvoudige manier mee te kunnen nemen in berekeningen over energieverbruik. Een graaddag is relatief ten opzichte van een referentietemperatuur, meestal die waarbij geen verwarming meer nodig is (typisch 18 graden Celsius).

## Definitie
Een graaddag is gedefinieerd als referentietemperatuur (18°C) minus de gemiddelde temperatuur over de gehele dag, geminimaliseerd op 0. De gemiddelde temperatuur over een dag is in Nederland typisch gemeten bij het KNMI in De Bilt. Als de gemiddelde temperatuur over een bepaalde dag 10 graden Celsius was, dan heeft die dag een equivalent van 8 graaddagen. Als de gemiddelde temperatuur hoger ligt dan de referentietemperatuur (bijvoorbeeld 20 graden), dan is er typisch geen verwarming nodig; het aantal graaddagen is dan 0 (en niet -2). 
Typisch worden graaddagen over een heel jaar gesommeerd. In Nederland zijn er in 2025 ongeveer 2500 graaddagen per jaar. Door klimaatverandering daalde het aantal graaddagen de afgelopen 50 jaar sterk. 

## Gewogen graaddagen
Om rekening te houden met o.a. de hoeveelheid zonnestraling in huis, kunnen afhankelijk van het seizoen de graaddagen vermenigvuldigd worden met een weegfactor. Zo krijgen we de “gewogen graaddagen”.
De weegfactoren zijn:
- In april t/m september: 0,8
- In maart en oktober: 1,0
- In november t/m februari: 1,1

## Voorbeeld
In 2006 verbruikt men 1800 kubieke meter gas, en waren er 2621 graaddagen. Na het nemen van energiebesparende maatregelen verbruikt men in 2007 1100 kubieke meter gas, en waren er 2483 graaddagen.
Zoals aan het aantal graaddagen te zien is was 2006 kouder dan 2007 (2621 > 2483), maar het gasverbruik in 2007 is verder gedaald dan te verwachten was door de hogere temperatuur. Dit verschil is dan te verklaren uit de genomen energiebesparende maatregelen.